# Іван Непогода
Іван Непогода (справжнє прізвище — Серединчук; нар.. 2 березня 1941, с. Негостина Сучавський повіт, Румунія — пом.. 28 серпня 2014, Бухарест, Румунія) — український поет і журналіст у Румунії.

## Життєпис
Іван Серединчук народився 1941 року в селі Негостина Сучавського повіту в Румунії. Після закінчення семирічної школи в рідному селі, навчався в Серетському українському ліцеї. Разом з ним в одному класі навчалися майбутні україномовні румунські письменники Михайло Михайлюк, Віктор Кідеша (псевдонім Василь Крикун) та Василь Клим. Ліцей мав багату українську бібліотеку, тому це вплинуло на розвиток української мови в соціалістичній Румунії. Після закінчення ліцею в 1959 році вступив на українське відділення Бухарестського університету, який закінчив у 1964 році. Працював журналістом. Один із членів-засновників Союзу українців Румунії.

## Творчість
Дебютував Іван Серединчук з першим літературним твором в газеті «Новий вік», а потім в альманасі «Обрії». Основні теми літературних творів письменника, традиційні для української літератури: громадянський обов'язок поета, долі матерів, любові до рідного краю й країни, сенсу людського життя, швидкоплинності часу тощо. Його твори, різні за жанрами та ідейно-тематичним спрямуванням, але на цю тематику, були об'єднані в збірках автором у цикли «Поклін моїй рідній землі», «Час і тополі», «Творім красоту», «Шабля часу», «Як мрії росами стають», «Стежки безконеччя», «Весни кохання».

### Вибрані твори
- 1971 — збірка поезій «Крапля в морі»;
- 1983 — збірка поезій «Інша крапля в морі»;
- 1999 — збірка поезій «Іще інша крапля в морі».

Також, Іван Непогода, писав праці на народознавчі теми, зокрема, відома його наукова розвідка «Весільні обряди та звичаї в селі Негостина», опубліукована в 1982 році.